# Arnold Knoblauch

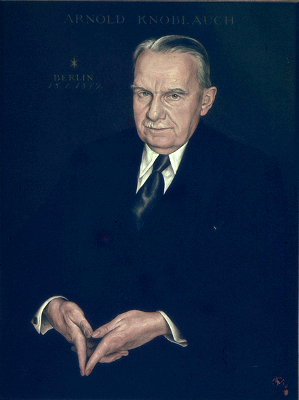
Arnold Knoblauch (Porträt von Werner Schramm, 1952)

Arnold Paul Knoblauch (* 18. Januar 1879 in Berlin; † 9. Februar 1963 in Stuttgart) war ein deutscher Architekt.

## Leben

### Familie
Knoblauch, ein Enkel des Berliner Architekten Eduard Knoblauch und ein Sohn des Berliner Architekten Gustav Knoblauch (1833–1916), schloss sein Architekturstudium mit dem 2. Staatsexamen ab und wurde zum Regierungsbaumeister (Assessor in der öffentlichen Bauverwaltung) ernannt. Während seines Studiums wurde er Mitglied im Akademischen Verein Motiv. Um 1909 quittierte er den Staatsdienst, um zusammen mit seinem Vater und dem Regierungsbaumeister a. D. Ernst Mellin in der Architektengemeinschaft G. & A. Knoblauch, E. Mellin zu arbeiten.
| \| \| \| \| \| Johann Christian Knoblauch (1723–1790) (Nadlermeister und Hausgründer) \| Johann Christian Knoblauch (1723–1790) (Nadlermeister und Hausgründer) \| Johann Christian Knoblauch (1723–1790) (Nadlermeister und Hausgründer) \| Johann Christian Knoblauch (1723–1790) (Nadlermeister und Hausgründer) \| Johann Christian Knoblauch (1723–1790) (Nadlermeister und Hausgründer) \| Johann Christian Knoblauch (1723–1790) (Nadlermeister und Hausgründer) \| \| \| ? \| ? \| ? \| ? \| ? \| ? \| \| \| \| \| \| \| \| \| \| \| \| \| \| \| \| \| \| \| \| \| \| \| \| \| \| \| \| \| \| Johann Christian Knoblauch (1723–1790) (Nadlermeister und Hausgründer) \| Johann Christian Knoblauch (1723–1790) (Nadlermeister und Hausgründer) \| Johann Christian Knoblauch (1723–1790) (Nadlermeister und Hausgründer) \| Johann Christian Knoblauch (1723–1790) (Nadlermeister und Hausgründer) \| Johann Christian Knoblauch (1723–1790) (Nadlermeister und Hausgründer) \| Johann Christian Knoblauch (1723–1790) (Nadlermeister und Hausgründer) \| \| \| ? \| ? \| ? \| ? \| ? \| ? \| \| \| \| \| \| \| \| \| \| \| \| \| \| \| \| \| \| \| \| \| \| \| \| \| \| \| \| \| \| \| \| \| \| \| \| \| \| \| \| \| \| \| \| \| \| \| \| \| \| \| \| \| \| \| \| \| \| \| \| \| \| \| \| \| \| \| \| \| \| \| \| \| \| \| \| \| Carl Friedrich Knoblauch (1765–1813) (Seidenbandhändler) \| Carl Friedrich Knoblauch (1765–1813) (Seidenbandhändler) \| Carl Friedrich Knoblauch (1765–1813) (Seidenbandhändler) \| Carl Friedrich Knoblauch (1765–1813) (Seidenbandhändler) \| Carl Friedrich Knoblauch (1765–1813) (Seidenbandhändler) \| Carl Friedrich Knoblauch (1765–1813) (Seidenbandhändler) \| \| \| Christiane Luise Heiß (1765–1810) \| Christiane Luise Heiß (1765–1810) \| Christiane Luise Heiß (1765–1810) \| Christiane Luise Heiß (1765–1810) \| Christiane Luise Heiß (1765–1810) \| Christiane Luise Heiß (1765–1810) \| \| \| \| \| \| \| \| \| \| \| \| \| \| \| \| \| \| \| \| \| \| \| \| \| \| \| \| \| \| Carl Friedrich Knoblauch (1765–1813) (Seidenbandhändler) \| Carl Friedrich Knoblauch (1765–1813) (Seidenbandhändler) \| Carl Friedrich Knoblauch (1765–1813) (Seidenbandhändler) \| Carl Friedrich Knoblauch (1765–1813) (Seidenbandhändler) \| Carl Friedrich Knoblauch (1765–1813) (Seidenbandhändler) \| Carl Friedrich Knoblauch (1765–1813) (Seidenbandhändler) \| \| \| Christiane Luise Heiß (1765–1810) \| Christiane Luise Heiß (1765–1810) \| Christiane Luise Heiß (1765–1810) \| Christiane Luise Heiß (1765–1810) \| Christiane Luise Heiß (1765–1810) \| Christiane Luise Heiß (1765–1810) \| \| \| \| \| \| \| \| \| \| \| \| \| \| \| \| \| \| \| \| \| \| \| \| \| \| \| \| \| \| \| \| \| \| \| \| \| \| \| \| \| \| \| \| \| \| \| \| \| \| \| \| \| \| \| \| \| \| \| \| \| \| \| \| \| \| \| \| \| \| \| \| \| \| \| \| \| \| \| \| \| \| \| \| \| \| \| \| \| \| \| \| \| \| \| \| \| \| \| \| \| \| \| \| \| \| \| \| Henriette Keibel (1798–1821) \| Henriette Keibel (1798–1821) \| Henriette Keibel (1798–1821) \| Henriette Keibel (1798–1821) \| Henriette Keibel (1798–1821) \| Henriette Keibel (1798–1821) \| \| \| Carl Friedrich Wilhelm Knoblauch (1793–1859) (Seidenbandfabrikant und Politiker) \| Carl Friedrich Wilhelm Knoblauch (1793–1859) (Seidenbandfabrikant und Politiker) \| Carl Friedrich Wilhelm Knoblauch (1793–1859) (Seidenbandfabrikant und Politiker) \| Carl Friedrich Wilhelm Knoblauch (1793–1859) (Seidenbandfabrikant und Politiker) \| Carl Friedrich Wilhelm Knoblauch (1793–1859) (Seidenbandfabrikant und Politiker) \| Carl Friedrich Wilhelm Knoblauch (1793–1859) (Seidenbandfabrikant und Politiker) \| \| \| Eduard Knoblauch (1801–1865) (Architekt) \| Eduard Knoblauch (1801–1865) (Architekt) \| Eduard Knoblauch (1801–1865) (Architekt) \| Eduard Knoblauch (1801–1865) (Architekt) \| Eduard Knoblauch (1801–1865) (Architekt) \| Eduard Knoblauch (1801–1865) (Architekt) \| \| \| Julie Verhuven (1806–1863) \| Julie Verhuven (1806–1863) \| Julie Verhuven (1806–1863) \| Julie Verhuven (1806–1863) \| Julie Verhuven (1806–1863) \| Julie Verhuven (1806–1863) \| \| \| \| \| \| \| \| \| \| \| \| \| \| Henriette Keibel (1798–1821) \| Henriette Keibel (1798–1821) \| Henriette Keibel (1798–1821) \| Henriette Keibel (1798–1821) \| Henriette Keibel (1798–1821) \| Henriette Keibel (1798–1821) \| \| \| Carl Friedrich Wilhelm Knoblauch (1793–1859) (Seidenbandfabrikant und Politiker) \| Carl Friedrich Wilhelm Knoblauch (1793–1859) (Seidenbandfabrikant und Politiker) \| Carl Friedrich Wilhelm Knoblauch (1793–1859) (Seidenbandfabrikant und Politiker) \| Carl Friedrich Wilhelm Knoblauch (1793–1859) (Seidenbandfabrikant und Politiker) \| Carl Friedrich Wilhelm Knoblauch (1793–1859) (Seidenbandfabrikant und Politiker) \| Carl Friedrich Wilhelm Knoblauch (1793–1859) (Seidenbandfabrikant und Politiker) \| \| \| Eduard Knoblauch (1801–1865) (Architekt) \| Eduard Knoblauch (1801–1865) (Architekt) \| Eduard Knoblauch (1801–1865) (Architekt) \| Eduard Knoblauch (1801–1865) (Architekt) \| Eduard Knoblauch (1801–1865) (Architekt) \| Eduard Knoblauch (1801–1865) (Architekt) \| \| \| Julie Verhuven (1806–1863) \| Julie Verhuven (1806–1863) \| Julie Verhuven (1806–1863) \| Julie Verhuven (1806–1863) \| Julie Verhuven (1806–1863) \| Julie Verhuven (1806–1863) \| \| \| \| \| \| \| \| \| \| \| \| \| \| \| \| \| \| \| \| \| \| \| \| \| \| \| \| \| \| \| \| \| \| \| \| \| \| \| \| \| \| \| \| \| \| \| \| \| \| \| \| \| \| \| \| \| \| \| \| \| \| \| \| \| \| \| \| \| \| \| \| \| \| \| \| \| \| \| \| \| \| \| \| \| \| \| \| \| \| \| \| \| \| \| \| \| \| \| \| \| \| \| \| Hermann Knoblauch (1820–1895) (Physiker) \| Hermann Knoblauch (1820–1895) (Physiker) \| Hermann Knoblauch (1820–1895) (Physiker) \| Hermann Knoblauch (1820–1895) (Physiker) \| Hermann Knoblauch (1820–1895) (Physiker) \| Hermann Knoblauch (1820–1895) (Physiker) \| \| \| ? \| ? \| ? \| ? \| ? \| ? \| \| \| Gustav Knoblauch (1833–1916) (Architekt) \| Gustav Knoblauch (1833–1916) (Architekt) \| Gustav Knoblauch (1833–1916) (Architekt) \| Gustav Knoblauch (1833–1916) (Architekt) \| Gustav Knoblauch (1833–1916) (Architekt) \| Gustav Knoblauch (1833–1916) (Architekt) \| \| \| ? \| ? \| ? \| ? \| ? \| ? \| \| \| Carl Eduard Knoblauch (1837–1886) (Börsenmakler) \| Carl Eduard Knoblauch (1837–1886) (Börsenmakler) \| Carl Eduard Knoblauch (1837–1886) (Börsenmakler) \| Carl Eduard Knoblauch (1837–1886) (Börsenmakler) \| Carl Eduard Knoblauch (1837–1886) (Börsenmakler) \| Carl Eduard Knoblauch (1837–1886) (Börsenmakler) \| \| \| \| \| \| Hermann Knoblauch (1820–1895) (Physiker) \| Hermann Knoblauch (1820–1895) (Physiker) \| Hermann Knoblauch (1820–1895) (Physiker) \| Hermann Knoblauch (1820–1895) (Physiker) \| Hermann Knoblauch (1820–1895) (Physiker) \| Hermann Knoblauch (1820–1895) (Physiker) \| \| \| ? \| ? \| ? \| ? \| ? \| ? \| \| \| Gustav Knoblauch (1833–1916) (Architekt) \| Gustav Knoblauch (1833–1916) (Architekt) \| Gustav Knoblauch (1833–1916) (Architekt) \| Gustav Knoblauch (1833–1916) (Architekt) \| Gustav Knoblauch (1833–1916) (Architekt) \| Gustav Knoblauch (1833–1916) (Architekt) \| \| \| ? \| ? \| ? \| ? \| ? \| ? \| \| \| Carl Eduard Knoblauch (1837–1886) (Börsenmakler) \| Carl Eduard Knoblauch (1837–1886) (Börsenmakler) \| Carl Eduard Knoblauch (1837–1886) (Börsenmakler) \| Carl Eduard Knoblauch (1837–1886) (Börsenmakler) \| Carl Eduard Knoblauch (1837–1886) (Börsenmakler) \| Carl Eduard Knoblauch (1837–1886) (Börsenmakler) \| \| \| \| \| \| \| \| \| \| \| \| \| \| \| \| \| \| \| \| \| \| \| \| \| \| \| \| \| \| \| \| \| \| \| \| \| \| \| \| \| \| \| \| \| \| \| \| \| \| \| \| \| Rudolf Knoblauch (1861–1926) (Seidenbandfabrikant) \| Rudolf Knoblauch (1861–1926) (Seidenbandfabrikant) \| Rudolf Knoblauch (1861–1926) (Seidenbandfabrikant) \| Rudolf Knoblauch (1861–1926) (Seidenbandfabrikant) \| Rudolf Knoblauch (1861–1926) (Seidenbandfabrikant) \| Rudolf Knoblauch (1861–1926) (Seidenbandfabrikant) \| \| \| \| \| \| \| \| \| \| \| Arnold Knoblauch (1879–1963) (Architekt) \| Arnold Knoblauch (1879–1963) (Architekt) \| Arnold Knoblauch (1879–1963) (Architekt) \| Arnold Knoblauch (1879–1963) (Architekt) \| Arnold Knoblauch (1879–1963) (Architekt) \| Arnold Knoblauch (1879–1963) (Architekt) \| \| \| \| \| \| \| \| \| \| \| \| \| |                              |                              |                              |                                                                        |                                                                        |                                                                        |                                                                        |                                                                                  |                                                                                  |                                                                                  |                                                                                  |                                                                                  |                                                                                  |   |   |                                          |                                          |                                          |                                          |                                          |                                          |                                          |                                          |                                          |                                          |                                          |                                          |                                          |                                          |   |   |   |   |  |  |                                                  |                                                  |                                                  |                                                  |                                                  |                                                  |
| Die Besitzer des Knoblauchhauses sind kursiv gesetzt. |                              |                              |                              |                                                                        |                                                                        |                                                                        |                                                                        |                                                                                  |                                                                                  |                                                                                  |                                                                                  |                                                                                  |                                                                                  |   |   |                                          |                                          |                                          |                                          |                                          |                                          |                                          |                                          |                                          |                                          |                                          |                                          |                                          |                                          |   |   |   |   |  |  |                                                  |                                                  |                                                  |                                                  |                                                  |                                                  |
| |                              |                              |                              | Johann Christian Knoblauch (1723–1790) (Nadlermeister und Hausgründer) | Johann Christian Knoblauch (1723–1790) (Nadlermeister und Hausgründer) | Johann Christian Knoblauch (1723–1790) (Nadlermeister und Hausgründer) | Johann Christian Knoblauch (1723–1790) (Nadlermeister und Hausgründer) | Johann Christian Knoblauch (1723–1790) (Nadlermeister und Hausgründer)           | Johann Christian Knoblauch (1723–1790) (Nadlermeister und Hausgründer)           |                                                                                  |                                                                                  | ?                                                                                | ?                                                                                | ? | ? | ?                                        | ?                                        |                                          |                                          |                                          |                                          |                                          |                                          |                                          |                                          |                                          |                                          |                                          |                                          |   |   |   |   |  |  |                                                  |                                                  |                                                  |                                                  |                                                  |                                                  |
| |                              |                              |                              | Johann Christian Knoblauch (1723–1790) (Nadlermeister und Hausgründer) | Johann Christian Knoblauch (1723–1790) (Nadlermeister und Hausgründer) | Johann Christian Knoblauch (1723–1790) (Nadlermeister und Hausgründer) | Johann Christian Knoblauch (1723–1790) (Nadlermeister und Hausgründer) | Johann Christian Knoblauch (1723–1790) (Nadlermeister und Hausgründer)           | Johann Christian Knoblauch (1723–1790) (Nadlermeister und Hausgründer)           |                                                                                  |                                                                                  | ?                                                                                | ?                                                                                | ? | ? | ?                                        | ?                                        |                                          |                                          |                                          |                                          |                                          |                                          |                                          |                                          |                                          |                                          |                                          |                                          |   |   |   |   |  |  |                                                  |                                                  |                                                  |                                                  |                                                  |                                                  |
| |                              |                              |                              |                                                                        |                                                                        |                                                                        |                                                                        |                                                                                  |                                                                                  |                                                                                  |                                                                                  |                                                                                  |                                                                                  |   |   |                                          |                                          |                                          |                                          |                                          |                                          |                                          |                                          |                                          |                                          |                                          |                                          |                                          |                                          |   |   |   |   |  |  |                                                  |                                                  |                                                  |                                                  |                                                  |                                                  |
| |                              |                              |                              |                                                                        |                                                                        |                                                                        |                                                                        | Carl Friedrich Knoblauch (1765–1813) (Seidenbandhändler)                         | Carl Friedrich Knoblauch (1765–1813) (Seidenbandhändler)                         | Carl Friedrich Knoblauch (1765–1813) (Seidenbandhändler)                         | Carl Friedrich Knoblauch (1765–1813) (Seidenbandhändler)                         | Carl Friedrich Knoblauch (1765–1813) (Seidenbandhändler)                         | Carl Friedrich Knoblauch (1765–1813) (Seidenbandhändler)                         |   |   | Christiane Luise Heiß (1765–1810)        | Christiane Luise Heiß (1765–1810)        | Christiane Luise Heiß (1765–1810)        | Christiane Luise Heiß (1765–1810)        | Christiane Luise Heiß (1765–1810)        | Christiane Luise Heiß (1765–1810)        |                                          |                                          |                                          |                                          |                                          |                                          |                                          |                                          |   |   |   |   |  |  |                                                  |                                                  |                                                  |                                                  |                                                  |                                                  |
| |                              |                              |                              |                                                                        |                                                                        |                                                                        |                                                                        | Carl Friedrich Knoblauch (1765–1813) (Seidenbandhändler)                         | Carl Friedrich Knoblauch (1765–1813) (Seidenbandhändler)                         | Carl Friedrich Knoblauch (1765–1813) (Seidenbandhändler)                         | Carl Friedrich Knoblauch (1765–1813) (Seidenbandhändler)                         | Carl Friedrich Knoblauch (1765–1813) (Seidenbandhändler)                         | Carl Friedrich Knoblauch (1765–1813) (Seidenbandhändler)                         |   |   | Christiane Luise Heiß (1765–1810)        | Christiane Luise Heiß (1765–1810)        | Christiane Luise Heiß (1765–1810)        | Christiane Luise Heiß (1765–1810)        | Christiane Luise Heiß (1765–1810)        | Christiane Luise Heiß (1765–1810)        |                                          |                                          |                                          |                                          |                                          |                                          |                                          |                                          |   |   |   |   |  |  |                                                  |                                                  |                                                  |                                                  |                                                  |                                                  |
| |                              |                              |                              |                                                                        |                                                                        |                                                                        |                                                                        |                                                                                  |                                                                                  |                                                                                  |                                                                                  |                                                                                  |                                                                                  |   |   |                                          |                                          |                                          |                                          |                                          |                                          |                                          |                                          |                                          |                                          |                                          |                                          |                                          |                                          |   |   |   |   |  |  |                                                  |                                                  |                                                  |                                                  |                                                  |                                                  |
| |                              |                              |                              |                                                                        |                                                                        |                                                                        |                                                                        |                                                                                  |                                                                                  |                                                                                  |                                                                                  |                                                                                  |                                                                                  |   |   |                                          |                                          |                                          |                                          |                                          |                                          |                                          |                                          |                                          |                                          |                                          |                                          |                                          |                                          |   |   |   |   |  |  |                                                  |                                                  |                                                  |                                                  |                                                  |                                                  |
| Henriette Keibel (1798–1821) | Henriette Keibel (1798–1821) | Henriette Keibel (1798–1821) | Henriette Keibel (1798–1821) | Henriette Keibel (1798–1821)                                           | Henriette Keibel (1798–1821)                                           |                                                                        |                                                                        | Carl Friedrich Wilhelm Knoblauch (1793–1859) (Seidenbandfabrikant und Politiker) | Carl Friedrich Wilhelm Knoblauch (1793–1859) (Seidenbandfabrikant und Politiker) | Carl Friedrich Wilhelm Knoblauch (1793–1859) (Seidenbandfabrikant und Politiker) | Carl Friedrich Wilhelm Knoblauch (1793–1859) (Seidenbandfabrikant und Politiker) | Carl Friedrich Wilhelm Knoblauch (1793–1859) (Seidenbandfabrikant und Politiker) | Carl Friedrich Wilhelm Knoblauch (1793–1859) (Seidenbandfabrikant und Politiker) |   |   | Eduard Knoblauch (1801–1865) (Architekt) | Eduard Knoblauch (1801–1865) (Architekt) | Eduard Knoblauch (1801–1865) (Architekt) | Eduard Knoblauch (1801–1865) (Architekt) | Eduard Knoblauch (1801–1865) (Architekt) | Eduard Knoblauch (1801–1865) (Architekt) |                                          |                                          | Julie Verhuven (1806–1863)               | Julie Verhuven (1806–1863)               | Julie Verhuven (1806–1863)               | Julie Verhuven (1806–1863)               | Julie Verhuven (1806–1863)               | Julie Verhuven (1806–1863)               |   |   |   |   |  |  |                                                  |                                                  |                                                  |                                                  |                                                  |                                                  |
| Henriette Keibel (1798–1821) | Henriette Keibel (1798–1821) | Henriette Keibel (1798–1821) | Henriette Keibel (1798–1821) | Henriette Keibel (1798–1821)                                           | Henriette Keibel (1798–1821)                                           |                                                                        |                                                                        | Carl Friedrich Wilhelm Knoblauch (1793–1859) (Seidenbandfabrikant und Politiker) | Carl Friedrich Wilhelm Knoblauch (1793–1859) (Seidenbandfabrikant und Politiker) | Carl Friedrich Wilhelm Knoblauch (1793–1859) (Seidenbandfabrikant und Politiker) | Carl Friedrich Wilhelm Knoblauch (1793–1859) (Seidenbandfabrikant und Politiker) | Carl Friedrich Wilhelm Knoblauch (1793–1859) (Seidenbandfabrikant und Politiker) | Carl Friedrich Wilhelm Knoblauch (1793–1859) (Seidenbandfabrikant und Politiker) |   |   | Eduard Knoblauch (1801–1865) (Architekt) | Eduard Knoblauch (1801–1865) (Architekt) | Eduard Knoblauch (1801–1865) (Architekt) | Eduard Knoblauch (1801–1865) (Architekt) | Eduard Knoblauch (1801–1865) (Architekt) | Eduard Knoblauch (1801–1865) (Architekt) |                                          |                                          | Julie Verhuven (1806–1863)               | Julie Verhuven (1806–1863)               | Julie Verhuven (1806–1863)               | Julie Verhuven (1806–1863)               | Julie Verhuven (1806–1863)               | Julie Verhuven (1806–1863)               |   |   |   |   |  |  |                                                  |                                                  |                                                  |                                                  |                                                  |                                                  |
| |                              |                              |                              |                                                                        |                                                                        |                                                                        |                                                                        |                                                                                  |                                                                                  |                                                                                  |                                                                                  |                                                                                  |                                                                                  |   |   |                                          |                                          |                                          |                                          |                                          |                                          |                                          |                                          |                                          |                                          |                                          |                                          |                                          |                                          |   |   |   |   |  |  |                                                  |                                                  |                                                  |                                                  |                                                  |                                                  |
| |                              |                              |                              |                                                                        |                                                                        |                                                                        |                                                                        |                                                                                  |                                                                                  |                                                                                  |                                                                                  |                                                                                  |                                                                                  |   |   |                                          |                                          |                                          |                                          |                                          |                                          |                                          |                                          |                                          |                                          |                                          |                                          |                                          |                                          |   |   |   |   |  |  |                                                  |                                                  |                                                  |                                                  |                                                  |                                                  |
| |                              |                              |                              | Hermann Knoblauch (1820–1895) (Physiker)                               | Hermann Knoblauch (1820–1895) (Physiker)                               | Hermann Knoblauch (1820–1895) (Physiker)                               | Hermann Knoblauch (1820–1895) (Physiker)                               | Hermann Knoblauch (1820–1895) (Physiker)                                         | Hermann Knoblauch (1820–1895) (Physiker)                                         |                                                                                  |                                                                                  | ?                                                                                | ?                                                                                | ? | ? | ?                                        | ?                                        |                                          |                                          | Gustav Knoblauch (1833–1916) (Architekt) | Gustav Knoblauch (1833–1916) (Architekt) | Gustav Knoblauch (1833–1916) (Architekt) | Gustav Knoblauch (1833–1916) (Architekt) | Gustav Knoblauch (1833–1916) (Architekt) | Gustav Knoblauch (1833–1916) (Architekt) |                                          |                                          | ?                                        | ?                                        | ? | ? | ? | ? |  |  | Carl Eduard Knoblauch (1837–1886) (Börsenmakler) | Carl Eduard Knoblauch (1837–1886) (Börsenmakler) | Carl Eduard Knoblauch (1837–1886) (Börsenmakler) | Carl Eduard Knoblauch (1837–1886) (Börsenmakler) | Carl Eduard Knoblauch (1837–1886) (Börsenmakler) | Carl Eduard Knoblauch (1837–1886) (Börsenmakler) |
| |                              |                              |                              | Hermann Knoblauch (1820–1895) (Physiker)                               | Hermann Knoblauch (1820–1895) (Physiker)                               | Hermann Knoblauch (1820–1895) (Physiker)                               | Hermann Knoblauch (1820–1895) (Physiker)                               | Hermann Knoblauch (1820–1895) (Physiker)                                         | Hermann Knoblauch (1820–1895) (Physiker)                                         |                                                                                  |                                                                                  | ?                                                                                | ?                                                                                | ? | ? | ?                                        | ?                                        |                                          |                                          | Gustav Knoblauch (1833–1916) (Architekt) | Gustav Knoblauch (1833–1916) (Architekt) | Gustav Knoblauch (1833–1916) (Architekt) | Gustav Knoblauch (1833–1916) (Architekt) | Gustav Knoblauch (1833–1916) (Architekt) | Gustav Knoblauch (1833–1916) (Architekt) |                                          |                                          | ?                                        | ?                                        | ? | ? | ? | ? |  |  | Carl Eduard Knoblauch (1837–1886) (Börsenmakler) | Carl Eduard Knoblauch (1837–1886) (Börsenmakler) | Carl Eduard Knoblauch (1837–1886) (Börsenmakler) | Carl Eduard Knoblauch (1837–1886) (Börsenmakler) | Carl Eduard Knoblauch (1837–1886) (Börsenmakler) | Carl Eduard Knoblauch (1837–1886) (Börsenmakler) |
| |                              |                              |                              |                                                                        |                                                                        |                                                                        |                                                                        |                                                                                  |                                                                                  |                                                                                  |                                                                                  |                                                                                  |                                                                                  |   |   |                                          |                                          |                                          |                                          |                                          |                                          |                                          |                                          |                                          |                                          |                                          |                                          |                                          |                                          |   |   |   |   |  |  |                                                  |                                                  |                                                  |                                                  |                                                  |                                                  |
| |                              |                              |                              |                                                                        |                                                                        |                                                                        |                                                                        | Rudolf Knoblauch (1861–1926) (Seidenbandfabrikant)                               | Rudolf Knoblauch (1861–1926) (Seidenbandfabrikant)                               | Rudolf Knoblauch (1861–1926) (Seidenbandfabrikant)                               | Rudolf Knoblauch (1861–1926) (Seidenbandfabrikant)                               | Rudolf Knoblauch (1861–1926) (Seidenbandfabrikant)                               | Rudolf Knoblauch (1861–1926) (Seidenbandfabrikant)                               |   |   |                                          |                                          |                                          |                                          |                                          |                                          |                                          |                                          | Arnold Knoblauch (1879–1963) (Architekt) | Arnold Knoblauch (1879–1963) (Architekt) | Arnold Knoblauch (1879–1963) (Architekt) | Arnold Knoblauch (1879–1963) (Architekt) | Arnold Knoblauch (1879–1963) (Architekt) | Arnold Knoblauch (1879–1963) (Architekt) |   |   |   |   |  |  |                                                  |                                                  |                                                  |                                                  |                                                  |                                                  |

### Werdegang
Knoblauch war von 1921 bis 1924 Geschäftsführer der Mitteldeutsche Heimstätte Wohnungsfürsorgegesellschaft m.b.H. in Magdeburg. 1924 übernahm er die Funktion eines Generaldirektors (Vorstandsvorsitzender) bei der Gagfah, die er bis 1956 innehatte. Unter seiner Direktion leitete die Gagfah 1928 die Ausstellung Bauen und Wohnen, in deren Zuge die Versuchssiedlung am Fischtalgrund in Berlin-Zehlendorf entstand.
Arnold Knoblauch verfolgte das Ziel, für den von ihm vorangetriebenen Wohnungsbau möglichst wenig öffentliche Mittel in Anspruch zu nehmen. Unter Knoblauchs Leitung wurde die Gagfah zum größten deutschen Wohnungsunternehmen. In den 30 Jahren seiner Tätigkeit für die Gagfah entstanden 45.000 Wohnungen und weitere 27.000 Eigenheime. Arnold Knoblauch war gegen und kurz nach Ende des Zweiten Weltkriegs für kurze Zeit Generaldirektor der Deutschen Akademie für Bauforschung. Knoblauch war auch Aufsichtsratsvorsitzender der Deutschen Bau- und Bodenbank.

## Bauten
- 1909 Corpshaus Guestphalia, Marburg
- 1910–1913 Schloss Seitendorf. Erweiterungsbau, Bolków im Powiat Jaworski, Polen
- 1911–1914 Umbau Rittergut Keibel, Ludwigsburg/Uckermark (Schenkenberg) (heute  ev. Seniorenzentrum)
- 1913–1915 Umbau Schloss Erxleben

## Ehrungen
1952 wurde ihm das Große Verdienstkreuz der Bundesrepublik Deutschland verliehen. Zu seinen Ehren benannte die Stadt Magdeburg eine Straße als Arnold-Knoblauch-Straße. In Berlin-Wannsee gibt es seit 1968 den Arnold-Knoblauch-Ring.